# Liste der Kardinalskreierungen Johannes’ IX.
Papst Johannes IX. (898–900) kreierte fünf Kardinäle (nach anderen Angaben nur zwei).

## 898
- Stephan, Kardinalbischof von Ostia, † vor 900
- Petrus, Kardinalbischof von Albano, † nach 898
- Leo, Kardinalpriester einer unbekannten Titelkirche (?),[3] später (903) Papst Leo V., nach einer Revolte abgesetzt, † nach 29. Januar 904[4]

## 900
- Guido, Kardinalbischof von Ostia, † vor 946
- Christophorus, Kardinalpriester von S. Lorenzo in Damaso, nach einer Revolte im Jahr 903 Gegenpapst, dann (Januar 904) durch Papst Sergius III. abgesetzt, † nach 29. Januar 904